# Дача Эльзы
Дача «Эльза» (также Дача Эльзы) — старинное здание в Пятигорске.
Является памятником градостроительства и архитектуры (Распоряжение Правительства Ставропольского края «О включении в единый государственный реестр объектов культурного наследия (памятников истории и культуры) народов Российской Федерации выявленного объекта культурного наследия Дача „Эльза“, 1904 г., архитектор С. Н. Гущин, расположенного по адресу: Ставропольский край, г. Пятигорск, ул. Лермонтова, 21, в качестве объекта культурного наследия регионального значения» № 88-рп от 14.03.2014).

## История
По замыслу и желанию пятигорского кондитера Аршака Гукасова в городе были построены два красивых здания: «Кофейня Гукасова» и дача «Эльза». Оба проекта реализовал также пятигорский архитектор Сергей Гущин.
Строительство трехэтажного особняка псевдороманского стиля было завершено в 1904 году; он располагался в усадьбе у подножия горы Машук. В честь своей первой жены Гукасов назвал её — дача «Эльза». Эльза была дочерью богатого немецкого купца, и на русский лад её называли Елизавета Власьевна.

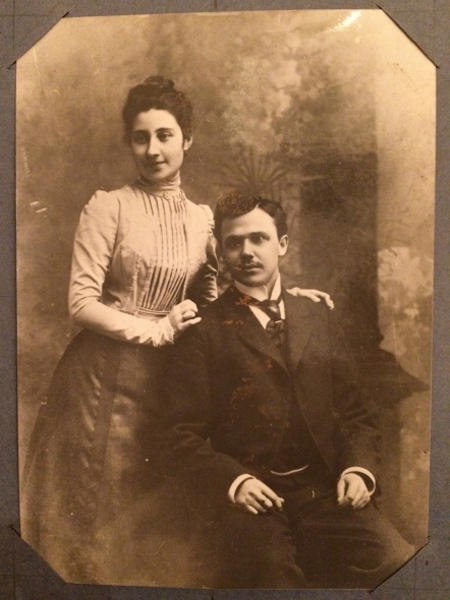
Эльза и Аршак Гукасовы

Дача «Эльза» являлась пансионатом, комнаты в котором сдавались отдыхающим. Там имелось более 60 комнат, около сотни окон, множество балконов, террас и веранд. По тем временам пансионат был прекрасно оборудован: в комнатах были электричество и водопровод, а на этажах душевые и ванные комнаты. При особняке имелось хозяйство с виноградником и коровами, дающими парное молоко. В своём дачном саду Елизавета Власьевна сама вывела новый сорт винограда Шасля. Летом 1904 года перед особняком проложили линию трамвая, ведущую к знаменитому озеру Провал. В результате от дачи «Эльза» стало легко добираться на вокзал и в центр города. Состоятельные курортники охотно селились в этом красивом тихом месте. Пансионат Гукасовых, расположенный на даче «Эльза», стал широко известен и популярен.

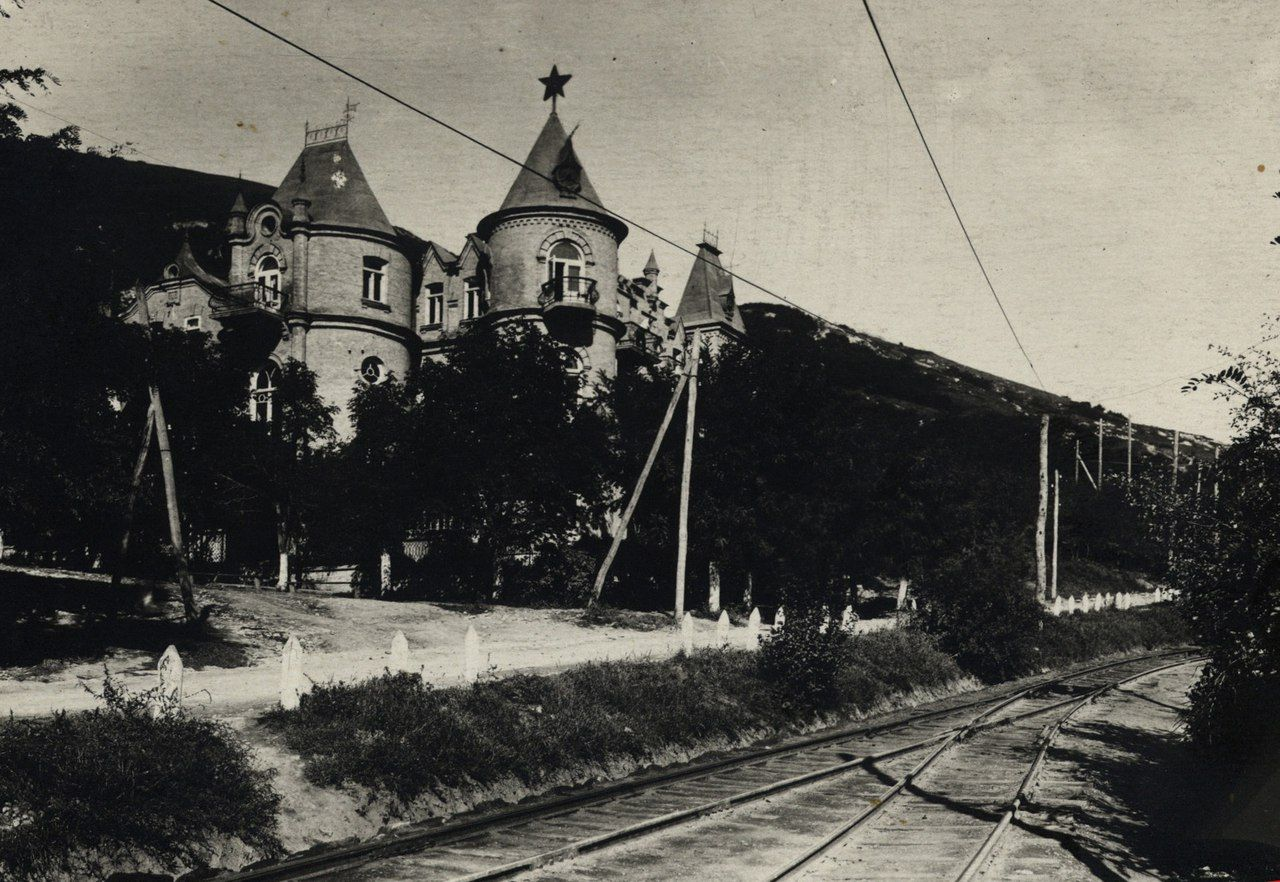
Здание дачи в советское время

Когда Аршак и Эльза развелись, они сохранили нормальные отношения. Гукасов оставил за ней право на собственность на дачу «Эльза», и она продолжала успешно управлять этим пансионатом. После Октябрьской революции семейное поместье Гукасовых национализировали (в 1922 году). На шпиле главной башни дачи «Эльза» укрепили огромную металлическую красную звезду, а само здание передали одному из первых советских санаториев «Красная звезда». Впоследствии это был один из корпусов санатория ВЦСПС «Пролетарий»; Эльза Гукасова навсегда уехала из Пятигорска. В послевоенные годы усадьба вошла в состав санатория им. Лермонтова.
Дача «Эльза» в 1960 году обрела новую известность благодаря известной пятигорской художнице и скульптору Ирине Федоровне Шаховской, разместившей здесь в 1960-х годах свою творческую мастерскую, в которой родились многие её знаменитые работы: Китайская беседка, львы у Провала и другие архитектурные формы и скульптуры, украшающие нынешний Пятигорск. После распада СССР здание находилось в заброшенном состоянии, разрушаясь, и стало называться «Дом с призраками». По состоянию на 2022 год здание выкупило частное лицо, его огородили забором, на котором висит паспорт объекта, сообщающий о реставрации.
Интересно, в 1930-х годах советский и российский кинорежиссёр Григорий Чухрай жил в Пятигорске с матерью, которая устроилась работать библиотекарем в располагавшемся в национализированной даче Эльзы санатории «Красная звезда» и получила комнатку там же.